# Léon Berben
Léon Berben (Heerlen, 2 december 1970) is een Nederlands organist en klavecinist. Hij woonde anno 2012 in Keulen. 
Berben studeerde orgel en klavecimbel aan de conservatoria van Amsterdam en Den Haag bij onder anderen Rienk Jiskoot, Gustav Leonhardt, Ton Koopman en Tini Mathot en behaalde het diploma Uitvoerend Musicus voor zowel orgel als klavecimbel. Hij was vanaf het jaar 2000 klavecinist van het door Reinhard Goebel geleide Musica Antiqua Köln, waarmee hij concerteerde over de hele wereld en voor onder meer Deutsche Grammophon / Archiv Produktion / Ramée opnam. Sinds 2006 legt hij zich toe op zijn solocarrière. Hij is gespecialiseerd in de historische uitvoeringspraktijk en onder andere het werk van Jan Pieterszoon Sweelinck.